# Etienne Galowich
Stefan Galowich, ook genaamd Etienne Galowich, (Novi Sad, 6 mei 1872 – Luxemburg-Stad, 16 maart 1925) was een Luxemburgs kunstsmid.

## Leven en werk
Stefan Galowich werd geboren in het toenmalige Habsburgse koninkrijk Hongarije en had de Hongaarse nationaliteit. Begin 21e eeuw is Novi Sad de tweede stad van Servië. Hij werd in 1905 genaturaliseerd tot Luxemburger, waarbij hij werd vermeld als Etienne Galowich. De naam Etienne is de Franse variant van Stefan.
In 1896 werd in Luxemburg-Stad de École d'artisans de l'État (Luxemburgs: Handwierkerschoul) opgericht. Directeur Antoine Hirsch liet verschillende werkplaatsen rond de ambachtsschool inrichten en vond dat een smederij niet mocht ontbreken. In of voor 1900 kreeg Galowich als chef d'atelier de leiding over de werkplaats en hij werd als vakdocent (professeur) aan de school verbonden. Hij kan worden beschouwd als grondlegger van de kunst van de metaalbewerking in het groothertogdom. Tot zijn leerlingen behoorden Michel Haagen en Marcel Langsam.
Galowich maakte elegant, maar sober kunstsmeedwerk in art-nouveaustijl. Hij ontving een bronzen medaille op de Exposition Universelle (1900) en een zilveren medaille op de Exposition internationale des arts décoratifs et industriels modernes (1925) in Parijs. Hij was lid van de Cercle Artistique de Luxembourg (CAL) en nam tussen 1900 en 1918 deel aan de jaarlijkse salons. Op de salon in 1913 ontvingen hij en de Belgische schilderes Angelina Drumaux de Prix Grand-Duc Adolphe. Van 1914 tot 1923 was hij bestuurslid van de CAL.
Galowich was getrouwd met Isabella Niamessny. Hij overleed op 52-jarige leeftijd in Luxemburg-Stad en werd begraven op de Cimetière Notre-Dame. Van regeringswege werd een bericht over zijn overlijden in de krant geplaatst, waarbij werd vermeld: "Zijn smeedijzeren werk getuigde van groot talent en bezorgde hem vanaf het begin een klinkende naam in de plaatselijke kunstwereld. De grootste eer moet hem zijn toegekend door het feit dat zijn leerlingen zich ook in het buitenland hebben onderscheiden."

## Enkele werken
- 1900 aluminiumbronzen lauwerkrans rond het medaillon voor Franz Heldenstein, oud-voorzitter van de CAL. Een geschenk van de vereniging ter gelegenheid van de diens 80e verjaardag. Het medaillon werd gemodelleerd door Jean-Baptiste Wercollier. Het geheel werd door Pierre Kipgen van een lijst voorzien.[8]
- 1900 ontwerp en uitvoering van de smeedijzeren aankleding (bloemen, guirlandes en palmtakken) van een portretmedaillon ter herinnering aan Nicolas Martha, oud-lyceumdocent en directer van de Banque et Caisse d’Epargne de l’Etat.[9] Geplaatst in het kantoor van de bank in Luxemburg-Stad. Het medaillon werd gemodelleerd door Pèlre uit Parijs.
- 1901 altaarstuk met baldakijn voor de kloosterkerk in Marienthal.
- 1902 smeedijzeren hek rond het Dicks-Lentz-monument, van architect Georges Traus en beeldhouwer Pierre Federspiel, in Luxemburg-Stad.
- ca. 1910 ontwerp lantaarns voor het Hôtel des Postes (van architect Sosthène Weis), het hoofdpostkantoor in Luxemburg-Stad.
- 1922 smeedijzeren wapen van Luxemburg op de sluitsteen boven de hoofdingang van het refugium Sint-Maximinus in Luxemburg-Stad.[10]
- ontwerp twee smeedijzeren kroonluchters voor de Sint-Willibrordusbasiliek in Echternach, in 1927 uitgevoerd door kunstsmid Heintz uit Echternach.

## Galerij

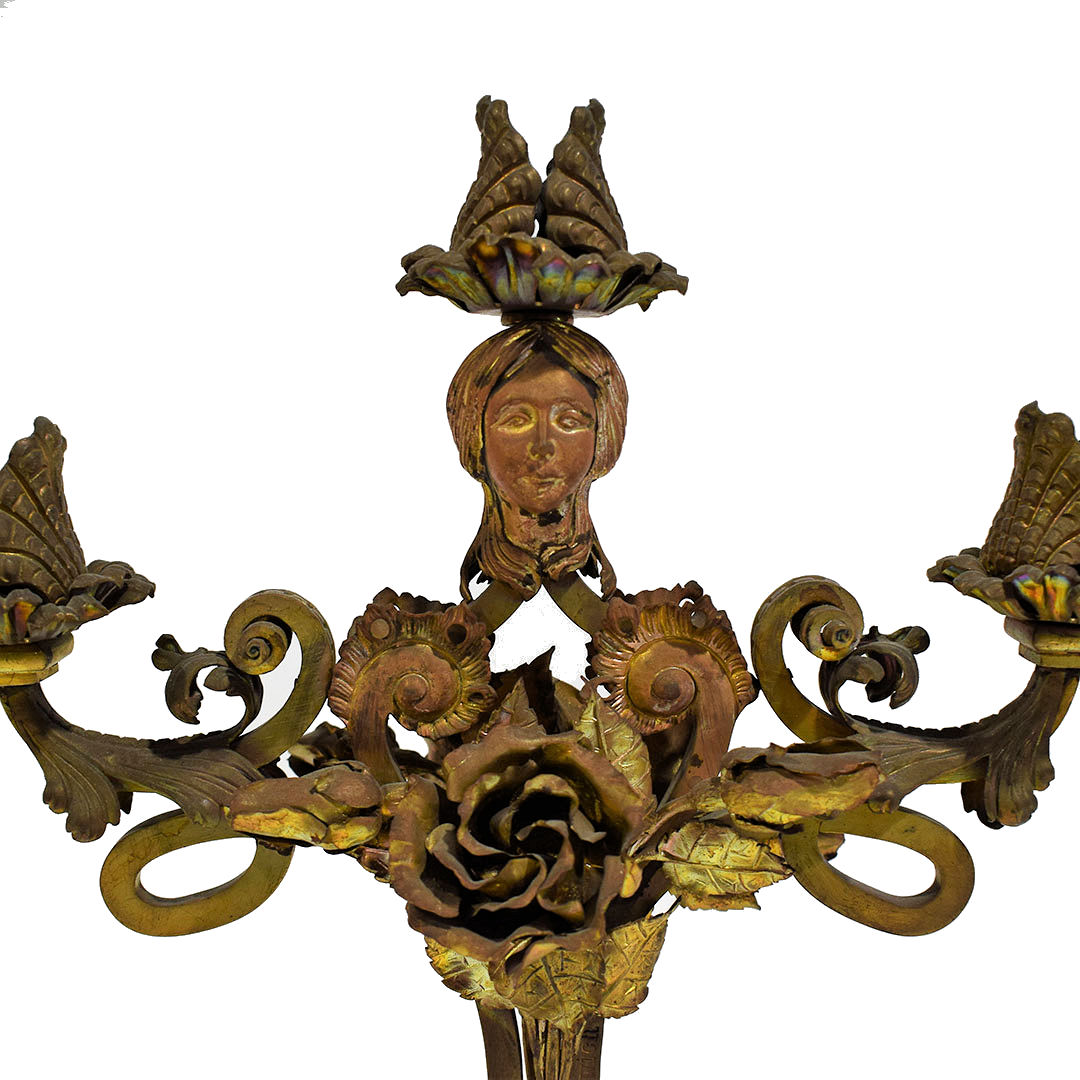
detail van een kandelaar
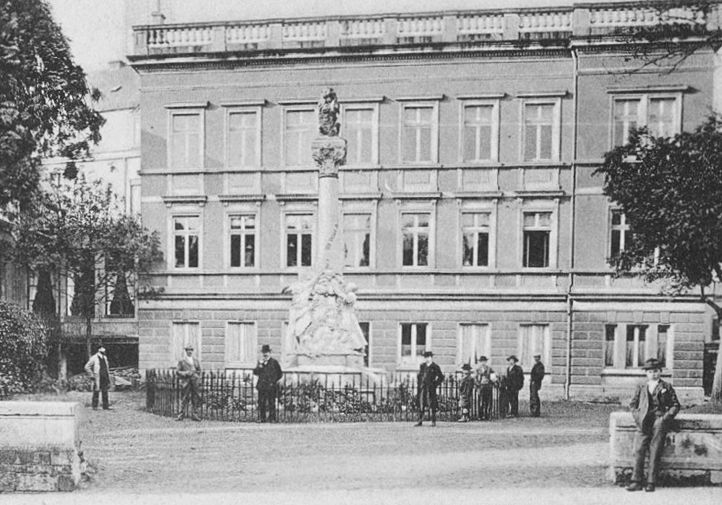
hekwerk rond het Dicks-Lentz-monument (1903), Luxemburg-Stad
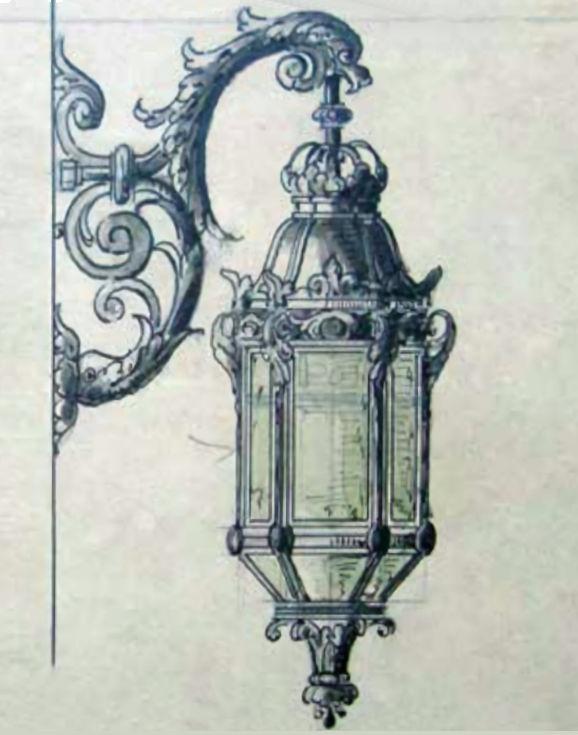
ontwerp lantaarn Hôtel des Postes (ca. 1910), Luxemburg-Stad
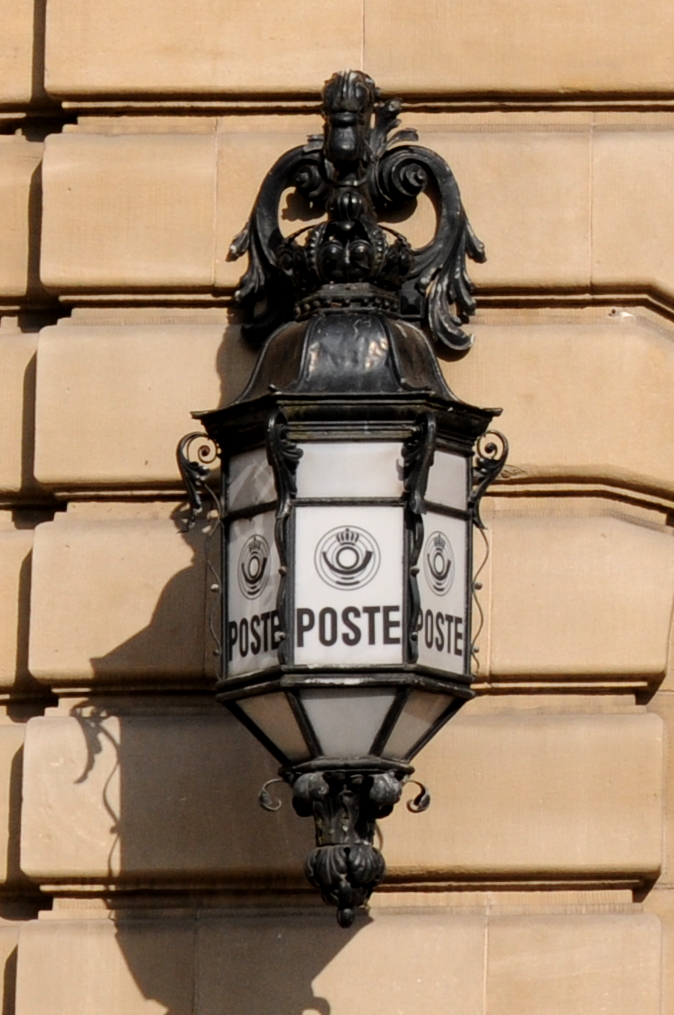
lantaarn Hôtel des Postes (ca. 1910), Luxemburg-Stad
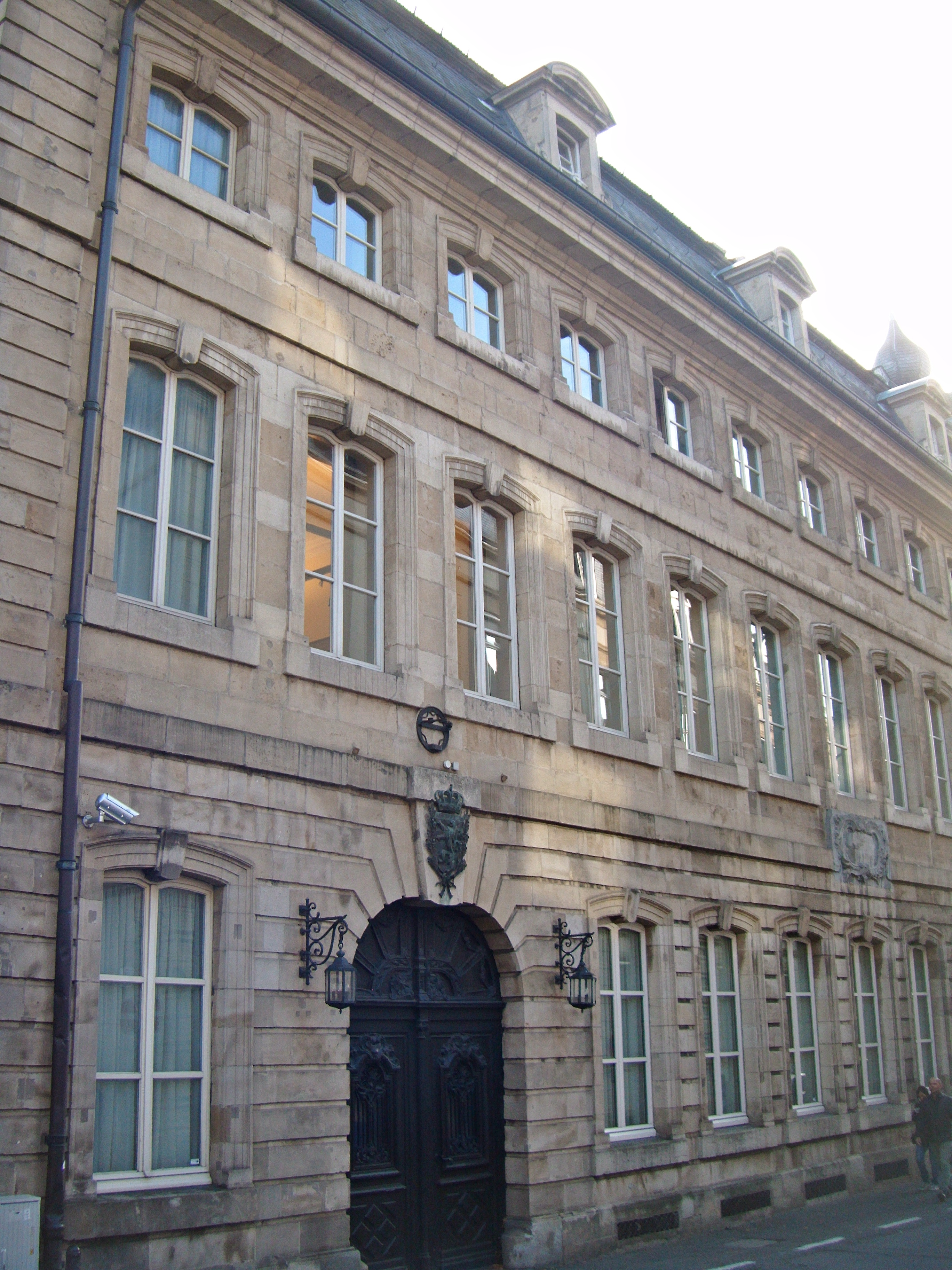
wapen van Luxemburg (1922), Luxemburg-Stad

- Musée national d'archéologie, d'histoire et d'art: lkl005433